# Manolo Valdés
Manolo Valdés (Valencia, 8 maart 1942) is een Spaans beeldend kunstenaar. Hij maakt zowel schilderijen als beeldhouwwerken.
Valdés volgde les aan de academie San Carlos maar verliet de opleiding zonder diploma. Hij richtte in 1964 samen met Juan Antonio Toledo en Rafael Solbes de Spaanse popart-beweging Equipo Crónica op. In zijn werk werpt hij een kritische blik op de politiek en de maatschappij, en legt hij de verbinding met de grote meesters uit de kunstgeschiedenis. Werk van Valdés bevindt zich onder andere in de collecties van het Metropolitan Museum of Art in New York, het Guggenheim Bilbao en het De Young Museum in San Francisco.